# Restriktionsverdau
Ein Restriktionsverdau ist eine Methode zum Schneiden von DNA an bestimmten DNA-Sequenzen mit Hilfe von Restriktionsenzymen. Der Restriktionsverdau wird zur Charakterisierung von DNA anhand der entstehenden charakteristischen DNA-Fragmente (Restriktionsanalyse) und zur Vorbereitung von DNA für eine Klonierung eingesetzt.

## Eigenschaften
Beim Restriktionsverdau wird DNA in einer für das verwendete Restriktionsenzym passenden Pufferlösung mit dem Restriktionsenzym inkubiert. Bei unpassenden Pufferzusammensetzungen kann eine Star-Aktivität des Restriktionsenzyms entstehen. Die Restriktionsenzyme haben jeweils eine DNA-Sequenz (meist doppelsträngig), an die sie binden (Restriktionsstelle). Die im Restriktionsenzym enthaltene Endonuklease führt zu einer sequenzspezifischen Hydrolyse der DNA. Manche Restriktionsenzyme erzeugen blunt ends, andere dagegen sticky ends.

### Klonierung
DNA mit sticky ends führen zu einer höheren Ausbeute bei einer nachfolgenden Ligation im Zuge einer Klonierung. Meistens werden zwei verschiedene Schnittstellen verwendet. Durch die Wahl zweier verschiedener sticky-ends-erzeugender Restriktionsenzyme bei einer Klonierung kann die Orientierung der einzufügenden DNA gesteuert werden, während bei blunt ends 50 % der Produkte einer Ligation die falsche Orientierung der eingefügten DNA zum Promotor aufweisen und daher keine Genexpression stattfinden kann. Sowohl der Vektor (meistens ein Plasmid) als auch die einzufügende DNA-Sequenz müssen dann beide Schnittstellen aufweisen und beide müssen zudem die korrekte Orientierung des Start-Codons der einzufügenden DNA-Sequenz zum Promotor ermöglichen.
Im Vektor existiert oftmals eine Multiple Cloning Site, die aus einer Serie von unterschiedlichen Restriktionsstellen besteht. Dadurch können verschiedene Restriktionsenzyme verwendet werden.
Sofern die einzufügende DNA-Sequenz noch keine geeignete Restriktionsstellen enthält, können diese über eine Polymerasekettenreaktion mit Primern erzeugt werden, die jeweils um die entsprechende Schnittstelle verlängert wurden. Restriktionsenzyme erfordern dabei eine Anzahl an Nukleotiden zwischen Beginn des Primers und der Erkennungssequenz des jeweiligen Restriktionsenzyms von bis zu sechs Nukleotiden.

### Restriktionsanalyse
Die Restriktionsanalyse ist eine vergleichsweise einfache und kostengünstige Methode zur Bestimmung der Identität von DNA bekannter Sequenz oder zum Vergleich der Identität zweier DNA-Proben, ohne dass die Sequenz bekannt sein muss. Dazu wird die DNA mit Restriktionsenzymen behandelt und anschließend per Agarose-Gelelektrophorese aufgetrennt. Durch Abschätzen der Größe der entstandenen DNA-Fragmente im Vergleich zu einer DNA-Leiter kann überprüft werden, was anhand einer in-silico-Analyse der bekannten DNA-Sequenz (Restriktionskarte) bei einer Restriktion mit einem bestimmten Restriktionsenzym erwartet werden kann. Weiterentwicklungen der Restriktionsanalyse sind z. B. die RFLP, die ARDRA und die TRLP.